# Jamaica–Van Wyck (línea de la Avenida Archer)
La Jamaica–Van Wyck es una estación en la línea de la Avenida Archer del Metro de Nueva York de la B del Brooklyn–Manhattan Transit Corporation y el Independent Subway System. La estación se encuentra localizada en Jamaica, Queens entre la Avenida Metropolitana y la Calle 89. La estación es servida en varios horarios por los trenes del Servicio .
En este punto, la línea de la Avenida Archer corre a lo largo y al mismo nivel del Van Wyck Expressway.